# Анастасије Цариградски
Патријарх Анастасије (стгрч. Πατριαρχης ΑναστασιοςΠατριαρχης Αναστασιος) је био цариградски патријарх у периоду од 730. до 754. године.
Био је протосинђел патријарха Германа I. Уздигнут је на цариградски трон након Германове смрти, вољом иконоборачког цара Лава III .
Анастасије је подржавао иконоборство и постао први цариградски патријарх који је издао своју циркуларну посланицу, у којој је дао црквену подршку борби против икона. Ово писмо је осудио папа Гргур II : одбацио је епитет „брата и саслужитеља“ који му је придао Анастасије, осудио га за јерес и, под претњом анатеме, захтевао покајање и повратак у православље.
Анастасије је задржао своје патријаршијско достојанство за време владавине цара Константина Копронима, чак и поред тога што је царев зет Артавазд владао Константинопољем скоро две и по године (741-743), Анастасије је признао поштовање икона и јавно прогласио Константина за јеретика. После збацивања Артавазда, Анастасије је, по упутству цара, бичеван и наг, стављен на магарца и прогнан по хиподрому (данас Трг Султанахмет). Истовремено, цар Константин  је задржао Анастасијев патријаршијски чин, желећи да тиме умањи ауторитет првојерарха цркве.